# Сугристое
Сугристое— деревня в Манском районе Красноярского края  в составе Кияйского сельсовета.

## География
Находится на левом берегу реки Имбеж  примерно в  16 километрах по прямой на юг-юго-восток от районного центра села Шалинское.

## Климат
Климат резко континентальный с холодной, продолжительной зимой и коротким жарким летом. Гидротермический коэффициент довольно благоприятен для земледелия. Средние температуры июля и августа не опускаются ниже 17,6 °С. Периоды с температурой выше 0 и 10 °С имеют продолжительность, соответственно 183 и 103 дня. Длительность безморозного периода не превышает 83 дня. Относительная влажность воздуха довольно высокая. Температура воздуха в течение года меняется от -28°С до + 21°С. Средняя температура января –18,2°С, июля +19,1 °С. Абсолютный минимум температур – 53 °С, максимум +36 °С. Среднее количество осадков, выпадающих с ноября по март – 85 мм, с апреля по октябрь – 369 мм, суточный максимум – 97 мм. Появление устойчивого снежного покрова приходится на октябрь - ноябрь. Средняя дата образования устойчивого снежного покрова 2 ноября. Средняя высота снежного покрова за зиму 29 см.

## История
Деревня была образовано в XIX в. В 1913 г. была построена церковь Рождества Пресвятой Богородицы (восстановлена в 2002 году). В 1932 г. был образован колхоз «Вторая пятилетка», преобразованный в 1960 году в отделение совхоза «Манский партизан», в 1991 г. отделение присоединили к Покоснинскому совхозу, а в начале 1994 г. было образовано сельскохозяйственное товарищество «Сугристинское».

## Население
Постоянное население составляло 321 человек в 2010 году (96% русские),  283 в 2010.

## Инфраструктура
Есть фельдшерско-акушерский пункт,  клуб  и библиотека.